# Kvastbil

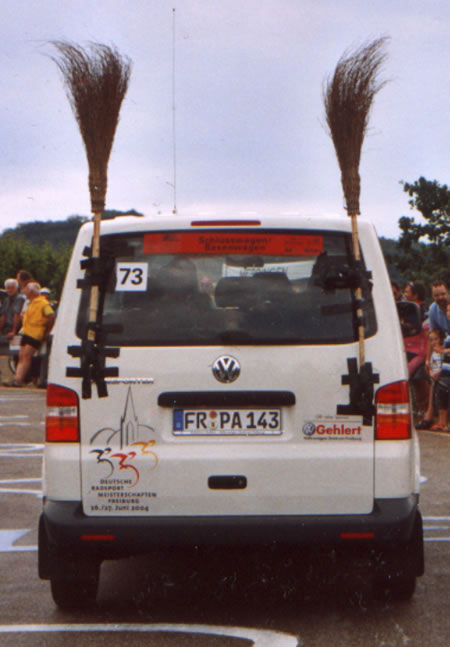
Kvastbil vid Tyska mästerskapen i landsvägscykling 2004.

En kvastbil eller kvastbuss (på franska Voiture balai, på engelska Broom wagon) är ett fordon som samlar upp deltagare som ej kan, orkar eller vill fortsätta ett lopp inom en uthållighetsidrott som utövas på gator eller landsvägar. Kvastbilen har sitt ursprung inom cykelsporten där den först användes i Tour de France 1910, då en av dess uppgifter också var att förhindra att deltagare som kom på efterkälken utnyttjade andra färdsätt, som att exempelvis ta tåg eller bil.
I ett cykellopp som regleras av UCI följer kvastbilen direkt efter den sista ambulansen i karavanen och strax före det fordon som tar hand om ej längre användbara cyklar ("breakdown vehicle"), vilket i sin tur kör just före den avslutande poliseskorten (även ett tempolopp avslutas på samma sätt).
Användningen, och begreppet, har sedan spridits till andra typer av långdistanslopp (som exempelvis maratonlöpning).

## Bilder

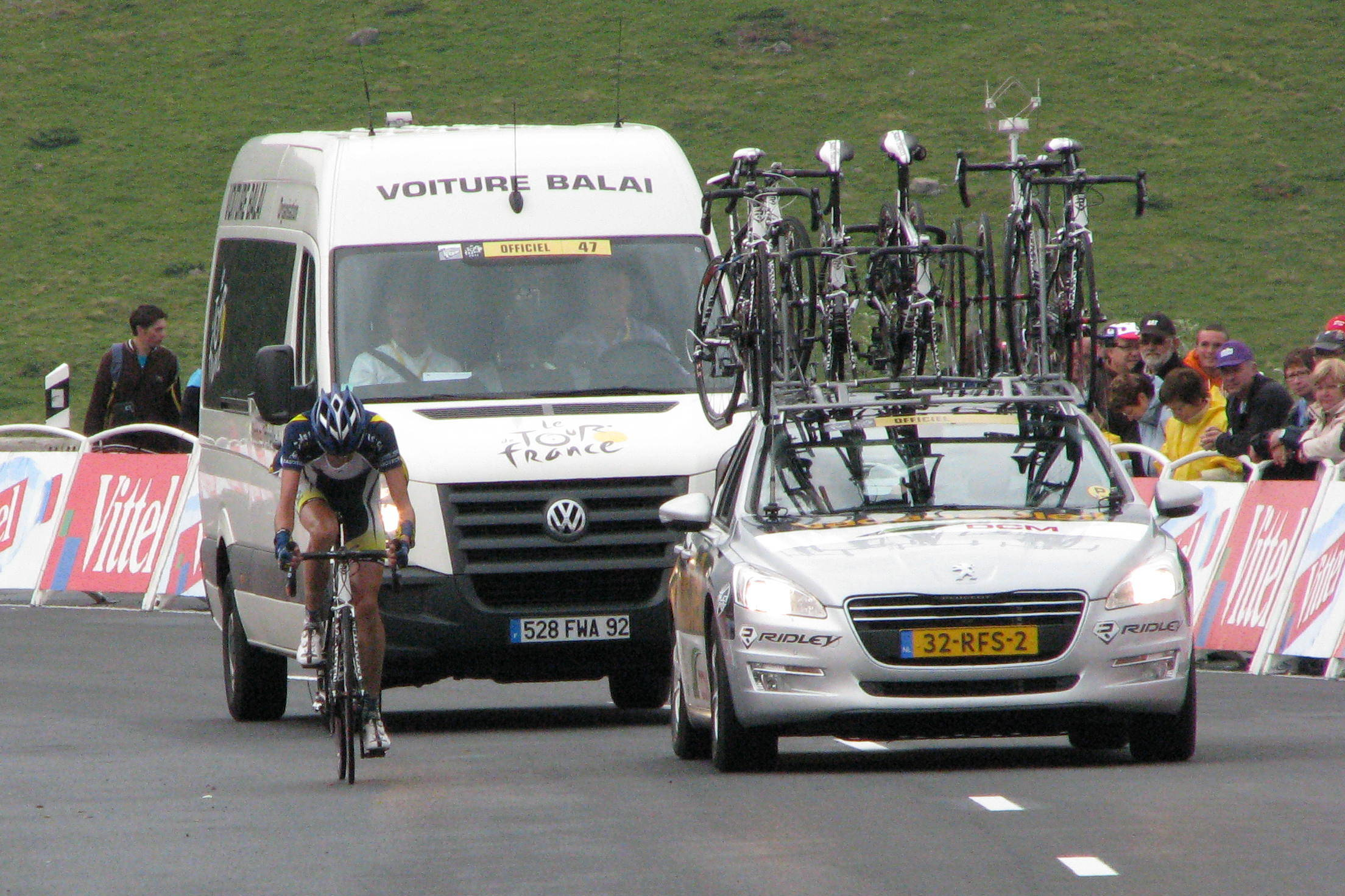
Kvastbilen följer strax bakom Wouter Poels, som vid fotograferingstillfället låg sist på etapp 8 av Tour de France 2011. Den neutrala servicebilen antyder att anledningen till Poels ofördelaktiga placering är att han haft något problem med cykeln (annars skulle servicebilen inte legat bakom sista ambulansen i karavanen).
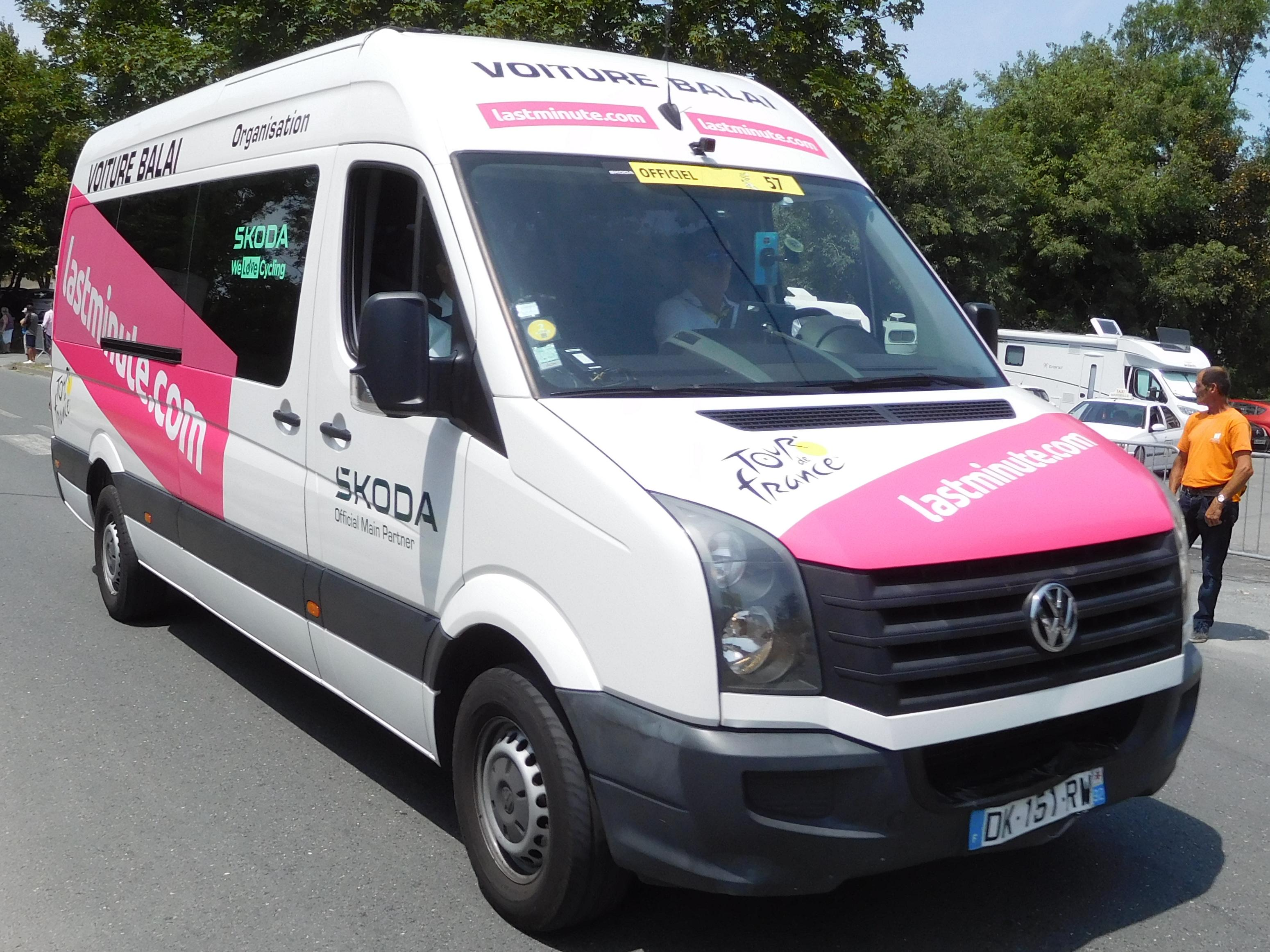
Kvastbil i Tour de France 2023.
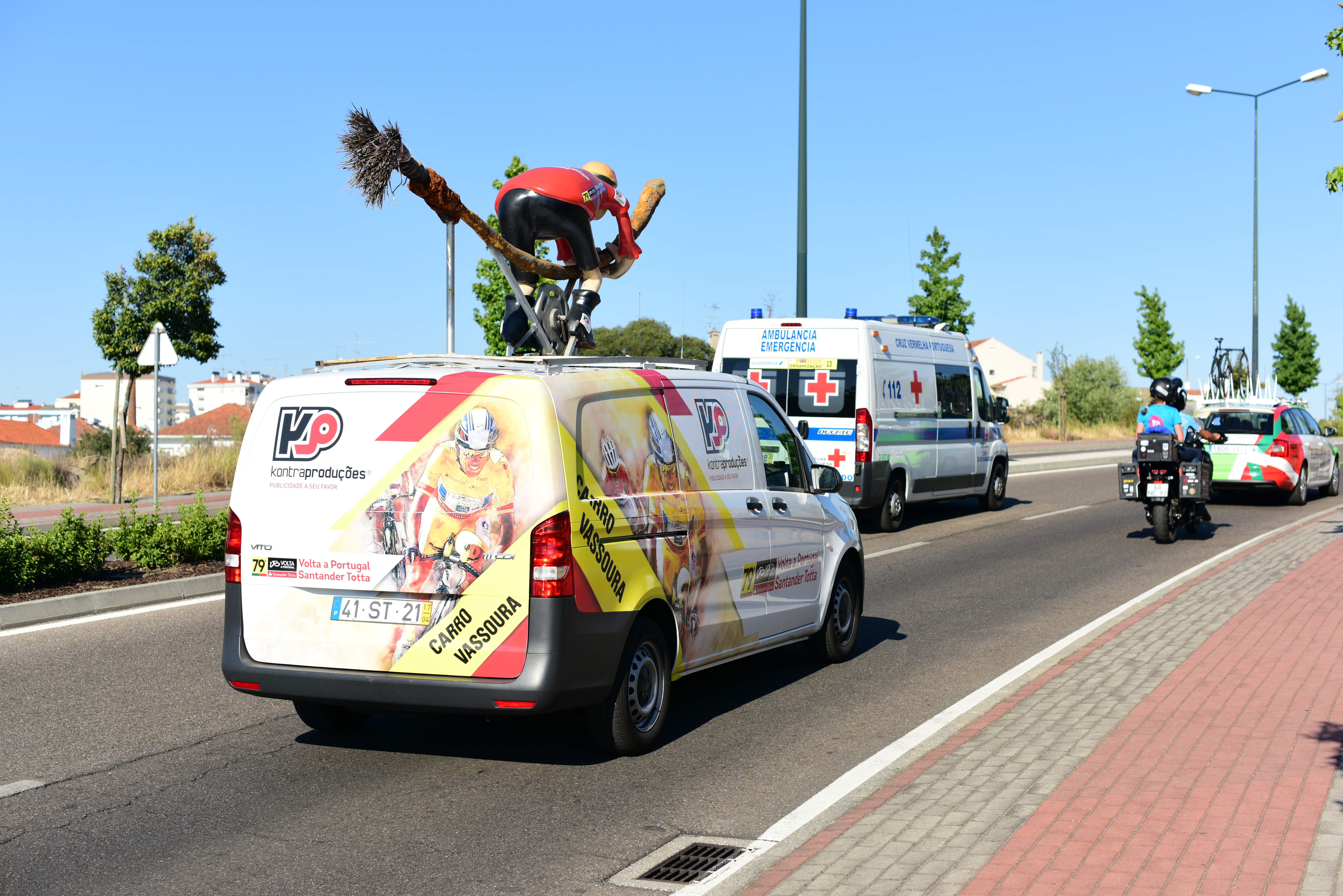
Kvastbil i Volta a Portugal 2007 strax efter den sista ambulansen (som i sin tur följer på den neutrala servicebilen). Notera även "takprydnaden" på kvastbilen.
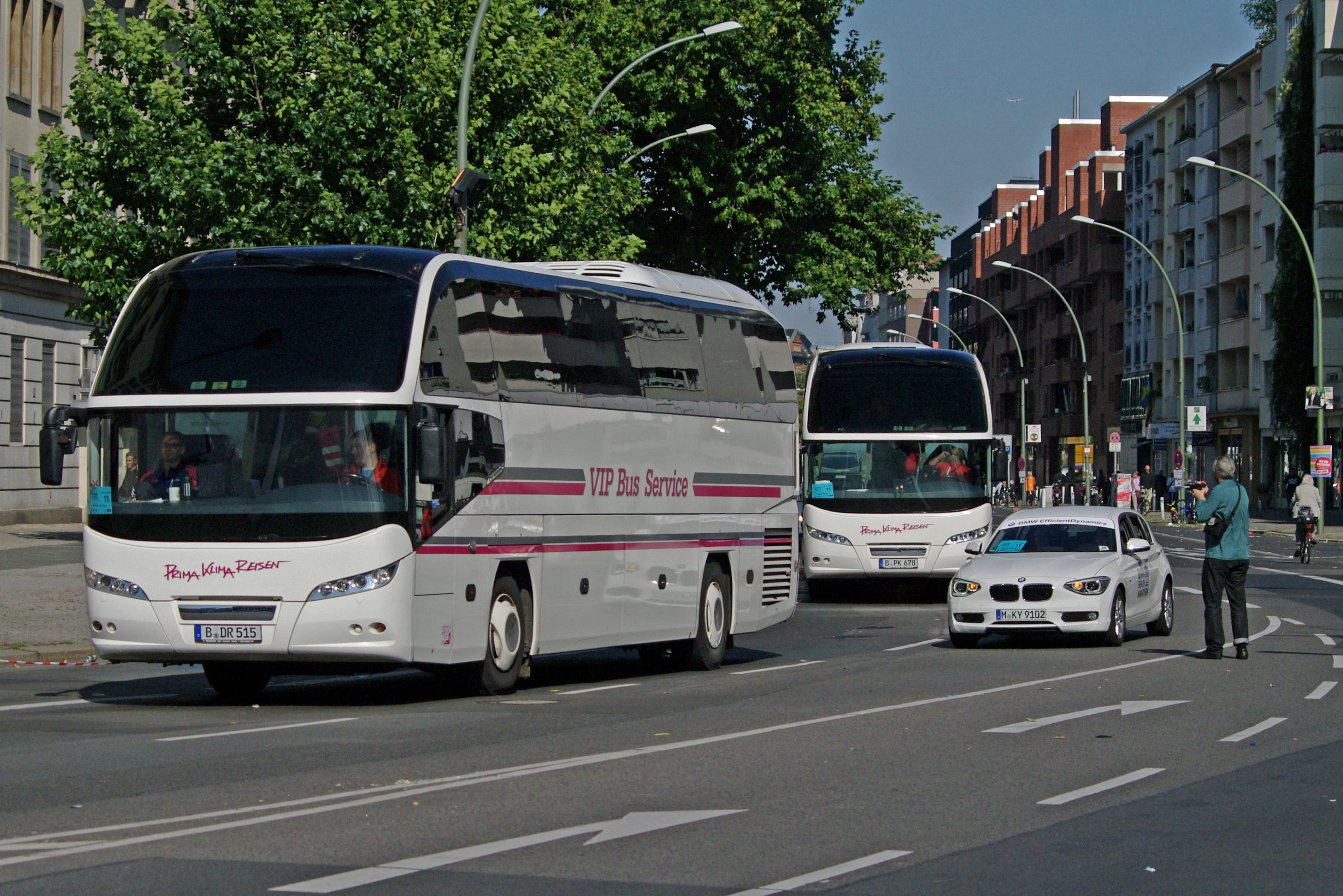
Kvastbussar vid Berlin Marathon 2011.